# Vicenç Esmarats i Espaulella
Vicenç Esmarats i Espaulella   (Sant Hipòlit de Voltregà, 1923 - Vic, 14 d'abril de 2010) fou sacerdot, professor de llengua i traductor. Fou secretari general de la cúria del bisbat de Vic (1983 – 1998). Format al Seminari de Vic, amplià estudis a la Universitat Pontifícia de Comillas (1947 – 1952). Fou ordenat sacerdot el mateix any que entrà de professor al Seminari de Vic (1952).
Al Seminari va ensenyar bàsicament les llengües (català, 1964–1965; grec 1961–1968; llatí, 1953–1968, i castellà 1953–1966) i assignatures que tenen la literatura per base (història de la literatura, 1954–1955, i preceptiva literària, 1955–1966). Però, a més, explicà educació cívica (1965–1966), política (1967–1968) i música (1958–1968) en diversos cursos i nivells. Ensenyà també en altres centres educatius de Vic com ara els col·legis de Sant Miquel dels Sants, l'Escorial i Santa Caterina.
Ha traduït per als Clàssics del Cristianisme Contra els pagans. L'encarnació del Verb, d'Anastasi d'Alexandria (Proa, Barcelona 1995), i les Catequesis baptismals de sant Ciril (Proa, Barcelona 1997). En 1989 va traduir per a l'editorial vigatana Eumo la Consulta universal sobre l'esmena dels afers humans de Comenius. El 1979 havia traduït La Didakhé, amb notes de Miquel S. Gros i Pujol (Facultat de Teologia de Barcelona, 1979).